# Championnats du monde de ski nordique 1950

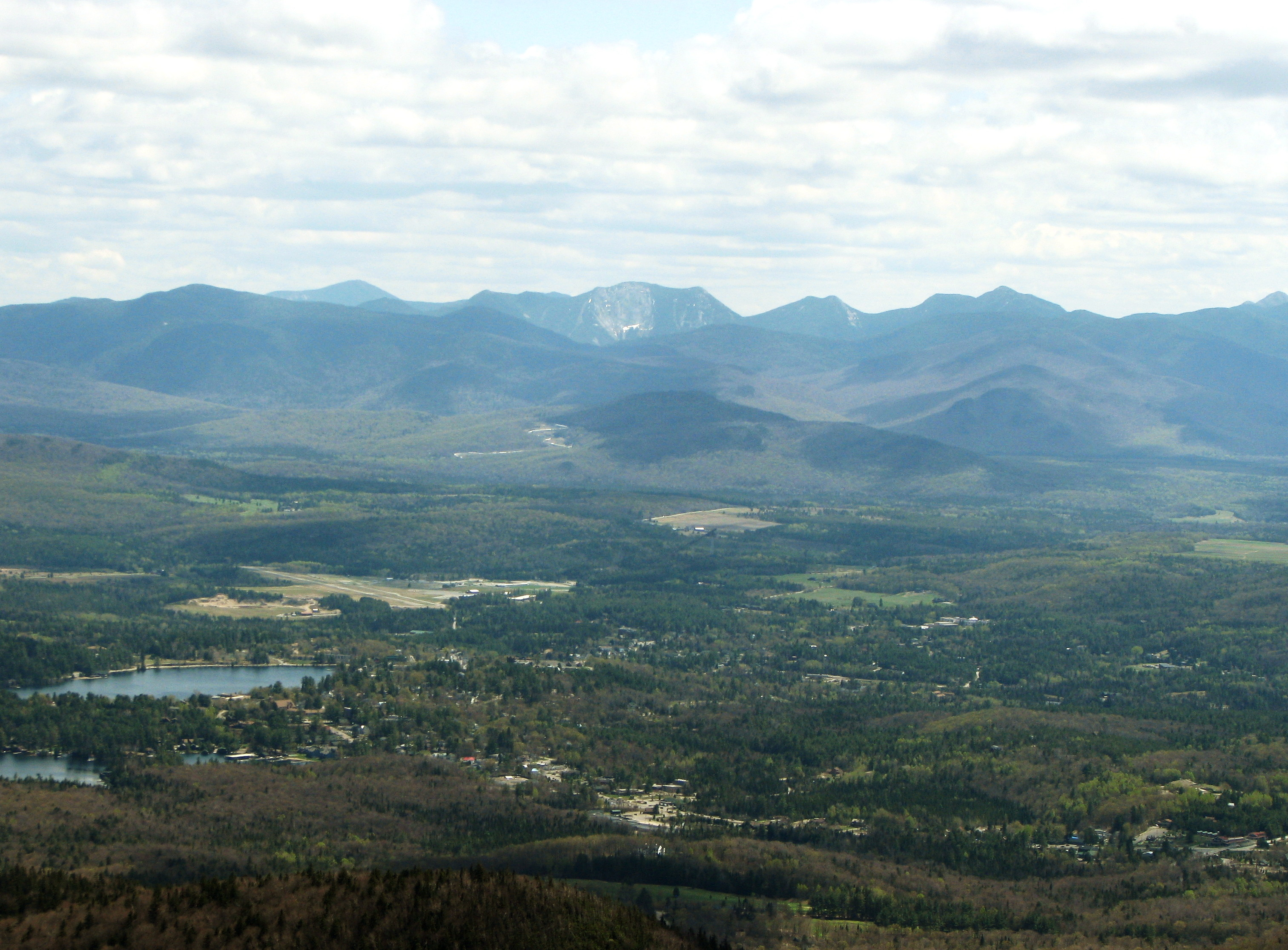
Lac Placide dans les montages mcKenzie. Photo 2009

Championnats du monde de ski nordique. L'édition 1950 s'est déroulée à Lake Placid et Rumford (États-Unis)ac du 1er février au 6 février.

## Palmarès

### Ski de fond

#### Hommes
| Épreuve                                    | Or                                                               | Argent                                                         | Bronze                                                            |
| 3 février : Ski de fond 18 km H            | Karl-Erik Åström                                                 | Enar Josefsson                                                 | Arnljot Nyaas                                                     |
| 6 février : Ski de fond 50 km H            | Gunnar Eriksson                                                  | Enar Josefsson                                                 | Nils Karlsson                                                     |
| 5 février : Ski de fond Relais 4 × 10 km H | Suède Nils Täpp Karl-Erik Åström Martin Lundström Enar Josefsson | Finlande Heikki Hasu Viljo Vellonen Paavo Lonkila August Kiuru | Norvège Martin Stokken Eilert Dahl Kristian Bjørn Henry Hermansen |

### Combiné nordique
| Épreuve                                         | Or          | Argent              | Bronze         |
| 1er et 3 février : Combiné nordique K90 / 15 km | Heikki Hasu | Ottar Gjermundshaug | Simon Slåttvik |

### Saut à ski
| Épreuve                    | Or             | Argent         | Bronze           |
| 5 février : Saut à ski K70 | Hans Bjørnstad | Thure Lindgren | Arnfinn Bergmann |

### Tableau des Médailles
| Place | Nation   | Médaille d'or | Médaille d'argent | Médaille de bronze | Total |
| ----- | -------- | ------------- | ----------------- | ------------------ | ----- |
| 1     | Suède    | 3             | 3                 | 1                  | 7     |
| 2     | Norvège  | 1             | 1                 | 4                  | 6     |
| 3     | Finlande | 1             | 1                 | 0                  | 2     |